# Mozzo (bicicletta)

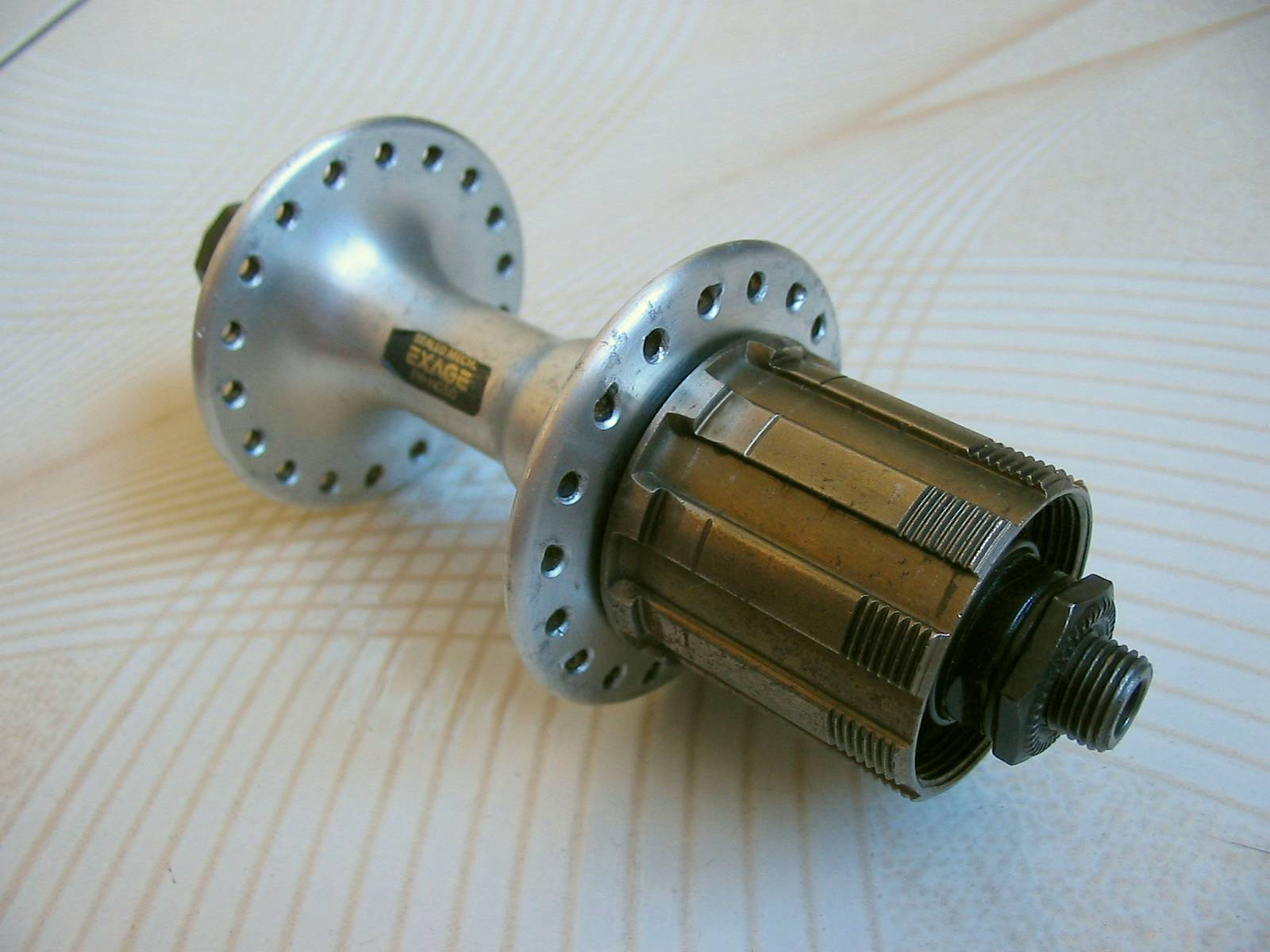
Mozzo posteriore, con sede per i pignoni

Il mozzo di una bicicletta è una parte della ruota che permette il movimento rotazionale e quindi l'avanzamento della bici stessa.

## Caratteristiche
Si compone essenzialmente di due parti:
- Asse del mozzo:
L'asse del mozzo è un perno metallico filettato, sul quale sono avvitati i coni e i dadi per fissarli. Può essere cavo, in questo caso sarà fissato a telaio con uno sgancio rapido, oppure pieno, fissato ai forcellini con dei dadi. Solitamente è fatto in acciaio, ma in casi particolari si può arrivare anche al titanio.

- Corpo del mozzo:
Il corpo del mozzo è invece la struttura all'interno della quale passa l'asse e in cui sono accolti i cuscinetti a sfere che permettono la rotazione. Sul corpo del mozzo sono inoltre attaccati i raggi, tiranti metallici che lo collegano al cerchio. I raggi sono fissati su due appendici del corpo a forma di disco dette flange.

Mentre l'asse del mozzo è sempre fermo rispetto alla bicicletta, il corpo del mozzo (solidale con cerchio e quindi lo pneumatico) si muove ruotando e permettendo l'avanzamento della bici.

## Tipi particolari di mozzo
Nel corso degli anni sono stati progettati vari tipi di mozzo, che tuttavia sono usati soprattutto nelle biciclette da passeggio ed hanno particolare impiego nei paesi anglo-sassoni, mentre in Italia sono più rari da trovare:
- mozzi con cambio interno, con un numero di velocità possibili da 2 a 14
- mozzi con sistema di freno a contropedale (spesso si trovano questi primi due tipi insieme)
- mozzi con sistema di freno interno a tamburo azionato da un cavo di acciaio
- mozzo con dinamo interna
- mozzo flip-flop, si trattano di mozzi muniti di due pignoni, uno fisso ed uno a ruota libera, questi pignoni sono disposti alle estremità e per effettuare il cambio è necessario invertire il senso di montaggio[1]

## Asse del mozzo
La filettatura dell'asse del mozzo può essere
- 3/8'' x 26 tpi
- M10x1

## Tipo di aggancio del pignone
Sul mozzo posteriore viene agganciata, in maniera solida, uno o più pignoni secondo diversi sistemi:
- sul mozzo filettato viene avvitata la ruota libera formata da uno o più pignoni. La filettatura del mozzo può essere
  - inglese (1,375'' × 24 tpi) 34,925 x 1,05 mm
  - italiana (35 mm × 24 tpi) 35 x 1,05 mm
  - francese (34,7 mm × 1P) 34,7 x 1 mm

dove le prime due possono essere compatibili fra di loro.
- sul mozzo da pista viene avvitato il pignone fisso e una seconda filettatura più piccola in diametro e sinistrorsa permette di fissarlo in maniera sicura anche in caso di brusca contropedalata
- sul mozzo a cassetta il meccanismo di ruota libera è direttamente collegato al mozzo e i pignoni hanno un particolare profilo in modo da essere inseriti sul corpetto della ruota libera, venendo fissati da una ghiera.
- sul mozzo a cambio interno e a contropedale vi è solitamente un solo pignone dal profilo particolare.